# Kuślin
Kuślin (prononciation : [ˈkuɕlin]) est un village de Pologne, situé dans la voïvodie de Grande-Pologne. Elle est le chef-lieu de la gmina de Kuślin, dans le powiat de Nowy Tomyśl.
Il se situe à 14 kilomètres au nord-est de Nowy Tomyśl (siège du powiat) et à 41 kilomètres à l'ouest de Poznań (capitale régionale).

## Histoire
De 1793 à 1918, Kuschlin fait partie de l'arrondissement de Kosten jusqu'en 1818 puis de l'arrondissement de Buk jusqu'en 1887 puis de l'arrondissement de Neutomischel dans le district de Posen au sein de la province de Posnanie.
De 1975 à 1998, Kuślin faisait partie du territoire de la voïvodie de Poznań.

Depuis 1999, le village fait partie du territoire de la voïvodie de Grande-Pologne.
Le village possédait une population de 558 habitants en 2006.